# 比洛庫拉基內
比洛庫拉基內（羅馬化：Bilokurakyne），或按俄语译为别洛库拉基诺，是烏克蘭東部盧甘斯克州斯瓦托韋區比洛库拉基内市镇里的鎮，及该市镇的行政中心。始建於1700年，面積134.15平方公里，2011年人口6,944，人口密度每平方公里51.76人。
2022年3月起，该镇被俄罗斯实际占领並吞併，俄方區劃為「盧甘斯克人民共和國」的市級鎮。

## 備註
1. ↑  俄语：，羅馬化：Belokurakino